# O Simbólico
O Simbólico (ou Ordem Simbólica do Nó Borromeu) é a ordem no inconsciente de onde se origina a subjetividade e faz a ponte da comunicação entre dois sujeitos; um exemplo é a ideia de desejo de Lacan como desejo do Outro, mantida pela subjetivação do Outro pelo Simbólico na fala. Na teoria psicanalítica posterior de Jacques Lacan, ela está conectada pelo sinthoma ao Imaginário e ao Real.

## Visão geral
Na teoria de Lacan, o inconsciente é o discurso do Outro e, portanto, pertence ao Simbólico. É também o domínio da Lei que regula o desejo no complexo de Édipo e é determinante da subjetividade. Um momento formativo no desenvolvimento do Simbólico em um sujeito é o Outro dando origem ao objeto petit (a)utre, assim estabelecendo falta, demanda e necessidade. O nome-do-pai, uma "metáfora paterna", é um significante que determina a Ordem Simbólica pela Lei, uma regulação do desejo e da realidade. No entanto, quando se torna significante vazio, psicose, que Freud não conseguiu abordar teoricamente, desenvolve-se a partir de um deslizamento metonímico instável do significado (isto é, foraclusão). "O significante", que na teoria de Lacan está acima do significado em oposição à unidade de significante e significado de Saussure, "é aquilo que representa, que está no lugar de um sujeito para outro significante".
Desde o início, Lacan considerou sua tentativa de "distinguir entre aqueles registros elementares cujo fundamento mais tarde apresentei nestes termos: o simbólico, o imaginário e o real" como "uma distinção nunca antes feita em psicanálise", porque Freud não encontrou ideias semióticas , mas encontrou fenômenos em estudos de caso que justificavam uma compreensão semiótica.

## História
Os primeiros trabalhos de Lacan centraram-se na exploração do Imaginário, daquelas "imagens específicas, às quais nos referimos pelo antigo termo de imago... partindo de sua função formativa no sujeito". :11Portanto, "a noção de 'simbólico veio à tona no Relatório de Roma [1953]... daí em diante é o simbólico, não o imaginário, que é visto como a ordem determinante do sujeito". :279
O conceito de Lacan do simbólico "deve muito a um evento chave na ascensão do estruturalismo... a publicação de Estruturas elementares de parentesco de Claude Lévi-Strauss em 1949.... De muitas maneiras, o simbólico é para Lacan um equivalente à ordem de cultura de Lévi-Strauss: "uma ordem de cultura mediada pela linguagem. :xxii, xxvPortanto, "o homem fala... mas é porque o símbolo o fez homem" que "sobrepõe o reino da cultura ao da natureza". :65–6Aceitando que "a linguagem é a instituição social básica, no sentido de que todas as outras pressupõem a linguagem", Lacan encontrou na divisão linguística de Ferdinand de Saussure do signo verbal entre significante e significado uma nova chave para a compreensão freudiana de que "sua método terapêutico era 'uma cura pela fala'."

### Predominância da ideia
Por mais ou menos uma década depois do Relatório de Roma, Lacan encontrou no conceito do Simbólico uma resposta à problemática neurótica do Imaginário: "É tarefa do simbolismo proibir a captura imaginária [...] …] supremacia do simbólico sobre o real." Aceitando por meio de Lévi-Strauss a premissa antropológica de que "o homem é, de fato, um 'animal symbolicum'", e que "a auto-iluminação da sociedade por meio de símbolos é parte essencial da realidade social", Lacan deu o salto para ver " o complexo de Édipo - na medida em que continuamos a reconhecê-lo cobrindo todo o campo de nossa experiência com sua significação" :66– como o ponto em que o peso da realidade social foi mediado para a criança em desenvolvimento pelo pai (simbólico): "É no nome do Pai que devemos reconhecer o suporte da função simbólica que, desde o início da história, identificou sua pessoa com a figura da lei”. :67
O imaginário agora passa a ser visto cada vez mais como pertencente ao reino anterior e fechado do relacionamento dual de mãe e filho—” Melanie Klein descreve a relação com a mãe como um relacionamento espelhado […] [negligenciando] o terceiro termo, o pai. " — para ser desmembrado e aberto à ordem simbólica mais ampla.
A abreviação de Lacan para esse mundo mais amplo era o Outro — "o grande outro, isto é, o outro da linguagem, os Nomes-do-Pai, significantes ou palavras [que] [...] são propriedade pública, comunal". Mas, embora seja uma dimensão essencialmente linguística, Lacan não equaciona estreitamente o simbólico com a linguagem, pois esta está envolvida também no Imaginário e no Real. A dimensão simbólica da linguagem é a do significante, em que os elementos não têm existência positiva, mas se constituem em virtude de suas diferenças mútuas.

### Mudanças no significado da ideia
Com o crescente uso da teoria lacaniana na psicanálise nos anos 60, o Simbólico passou a ser visto mais como uma qualidade indissociável da condição humana, do que como um registro para uma panacéia terapêutica. A atenção crítica de Lacan começou a se deslocar para o conceito de Real, visto como "aquilo sobre o qual o simbólico tropeça [...] o que falta na ordem simbólica, o resíduo não eliminável de toda articulação [...] o cordão umbilical do simbólico." :280
Na virada da década (1968-1971), "Lacan gradualmente passou a descartar o Édipo [... 'como um sonho de Freud" ', a despeito de seu próprio antigo aviso dos perigo de " se querer ignorar a articulação simbólica que Freud descobriu ao mesmo tempo que o inconsciente... sua referência metódica ao complexo de Édipo." :191
Se seu desenvolvimento do conceito de gozo, ou "a 'identificação com o sinthoma' (como nomeação do Real de alguém) preconizada nas últimas obras de Lacan como objetivo da psicanálise", se mostrará com o tempo tão frutífera quanto a da ordem simbólica talvez permaneça uma questão a ser vista. Parte do legado duradouro de Lacan certamente permanecerá, no entanto, vinculado à exploração triunfal da ordem simbólica que foi o Relatório de Roma: "Os símbolos de fato envolvem a vida do homem em uma rede tão total que unem [...]a forma do seu destino." :68

## Figuras notáveis
- Louis Althusser
- Alain Badiou
- Georges Bataille
- Maurice Blanchot
- Sigmund Freud
- Julia Kristeva
- Philippe Lacoue-Labarthe
- Jean-Luc Nancy